# 너나 좋아해 나너 좋아해 (현이와 덕이의 노래)
<너나 좋아해 나너 좋아해>는 대한민국의 남매 듀엣 현이와 덕이의 두번째 정규 음반 《너나 좋아해 나너 좋아해》의 동명 타이틀 곡이자 B면 머릿곡으로 발표된 곡이다. 작사는 장현이, 작곡은 장덕이 하였다. 이 곡은 음악다방, 음악감상실, 나이트클럽 등 다운타운가에서 특히 큰 인기를 끌었고 가요순위 10위권 진입이라는 성공을 안겨다 주었다. 이로 인해 장덕은 막힌 숨통을 틀 수 있었고 자신감을 갖고 다시 솔로로서의 활동을 이어갈 수 있게 되었다. 1987년 발매된 장덕의 컴필레이션 음반 《이런게 아니었는데 (골든앨범 Vol.1)》의 TAPE 음반에서는 장덕의 혼자의 목소리로 리메이크되어 수록되었으며 1988년 발매된 장덕의 컴필레이션 음반 《그녀의 모든 것》에서도 같은 버전이 수록되었다.

## 배경
《사랑하지 않을래》 음반이 큰 반응을 얻지 못하면서 장덕은 솔로 활동에의 어려움을 느끼게 되고 대부분의 시간을 방 안에만 틀어박혀 우울하게 보내게 된다. 그리고 어릴적 오빠와 함께 현이와 덕이로서 활동한 화려한 순간들을 그리워 하게 되지만 오빠 장현은 이미 결혼하여 아이도 낳고 울산에서 밤무대 생활을 하며 가정을 꾸려가고 있는 터라 부탁도 할 수 없었고 혼자 끙끙 앓을 수 밖에 없었다. 하지만 장현은 장덕의 딱한 처지를 알게 되자 서울로 상경, 장덕에게 '현이와 덕이'의 재결성과 음반 발매를 제안하였고 곧 <너나 좋아해 나너 좋아해>라는 제목의 가사를 짓게 된다. 이 제목은 아마도 당시의 장덕이 가장 말하고 싶었고 또 듣고 싶어했던 말인지도 모른다. 장현의 이 애틋한 가사에 곡을 붙인건 장덕이었다. 장덕의 의도였는지 이 가사는 흥겹고 발랄한 분위기의 곡으로 만들어졌고 결국에는 음반의 타이틀로 사용되었다.

## 커버 버전
- 2015 이엑스아이디(EXID) - 불후의 명곡: 전설을 노래하다 - 가족은 즐겁다 편 - Youtube
- 2013 엠블랙 - 불후의 명곡: 전설을 노래하다 - 장덕 편
- 2012 한영주 - 《우리사랑 부라보》
- 2011 퍼스트(FIRST) - 디지털 싱글 1집 《FIRST》 - Youtube
- 2008 유상록 - 《푸른시절 - 논스톱 통기타 베스트 모음집》
- 2005 김연숙 - 《김연숙과 함께 떠나는 댄스여행》
- 2005 박강수 - 정규 2.5집 《Ond＆New》 - Youtube
- 2002 김연숙 - 정규 4집 《댄스믹스 3040》
- 1997 김연숙 - 정규 2집 《디스코 클럽》